# 阿卜杜拉·塞努西
阿卜杜拉·塞努西（阿拉伯语：‎，1949年12月5日—），出生于苏丹，是利比亚的一名将领和卡扎菲政府的情报部门负责人。他是穆阿迈尔·卡扎菲的妹夫，他的妻子是卡扎菲妻子的妹妹。由于曾经屠杀抗议者，2011年6月国际刑事法院宣布以反人类罪通缉他。2011年7月21日，反对派称他在一次袭击中丧生，然而几个小时后，反对派又称他没有死亡，他可能只是受了伤。
2012年3月16日晚，他在毛里塔尼亚首都努瓦克肖特机场被毛里塔尼亚情报部门逮捕。9月5日，他被引渡回利比亚首都的黎波里，将面临公开审判。
2015年7月28日，他与卡扎菲次子赛义夫·伊斯兰·卡扎菲，以及前卡扎菲政权总理巴格达迪·马哈茂迪等其他7名高官一起，被指控在利比亚革命期间通过国家机器、安全部的实施谋杀、处决等罪行，以危害人类罪、战争罪被判处死刑。之后他提出了上诉。截至2018年5月9日，国际刑事法院继续监测利比亚对塞努西的法律诉讼的进展。2019年3月，塞努西的20名家庭成员和马格哈部落成员呼吁以医疗问题为由释放塞努西，并“促进和巩固民族和解”。